# 感応院 (藤沢市)
感応院（かんのういん）は神奈川県藤沢市にある高野山真言宗の寺院。山号は三島山。

## 歴史
建保6年（1218年）道教を開山、源実朝を開基として創建。応永5年（1398年）に幸海が中興した。江戸時代の慶長14年（1609年）江戸幕府から檀林所の指定を受け、慶安2年（1649年）には3石7斗の朱印地を与えられた。

## 三島明神

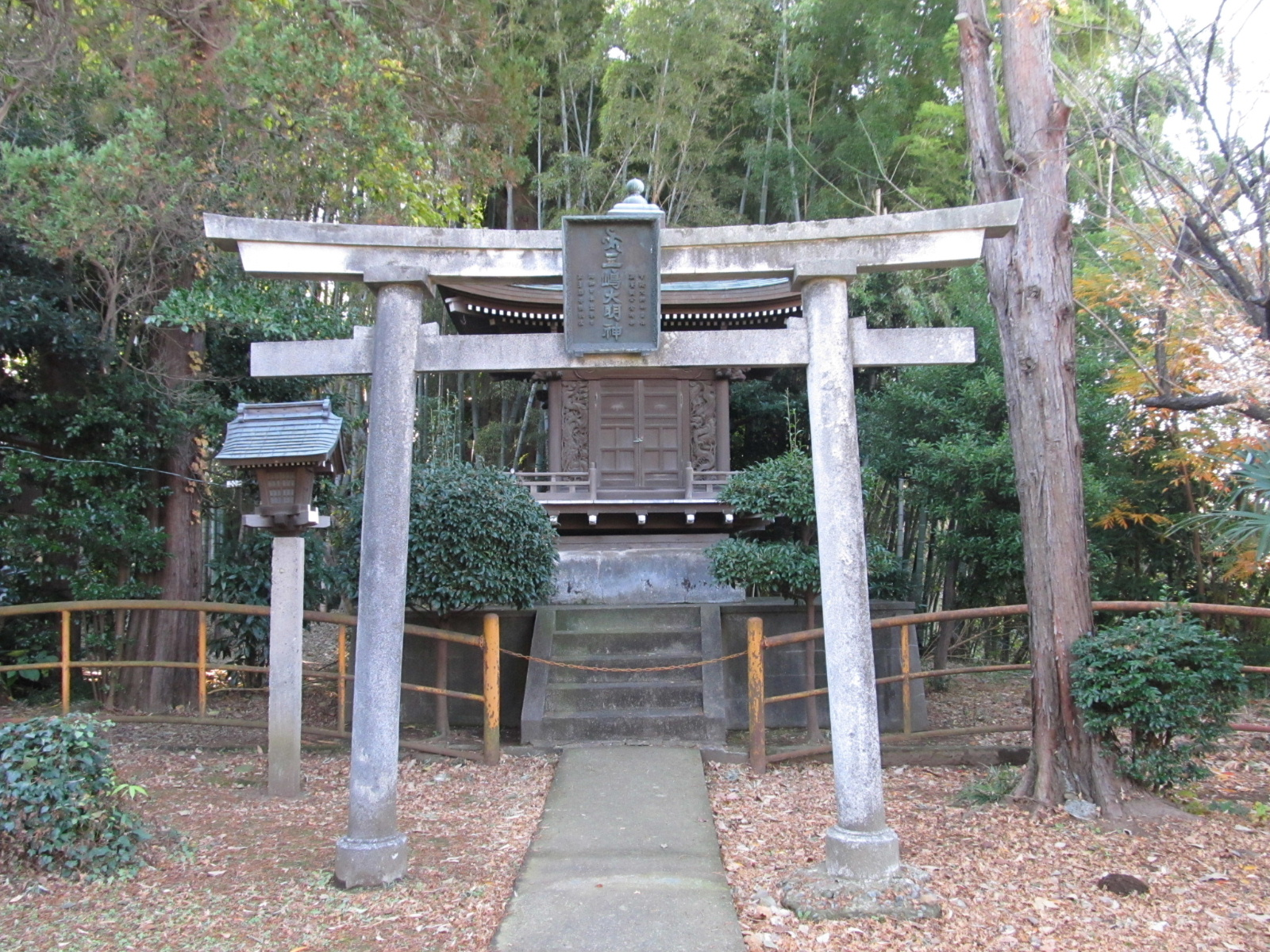
三島明神

- 三島明神は山号、三島山の由来である。建久4年（1193年）源頼朝が藤沢清親に奉行させ大鋸に豆州の三島大明神を勧請したと伝えられている[3][4]。藤沢の地名の由来の一つともなっている[4][5]。

## その他
- 寿老人 - 藤沢七福神

## 所在地情報
所在地
- 神奈川県藤沢市大鋸二丁目6番8号

交通アクセス
- 鉄道
  - 藤沢駅

- 道路
  - 国道467号

## 周辺
- 御幣山城跡
- 清浄光寺